# Ludmilla
Ludmilla  è un nome proprio di persona italiano femminile.

## Varianti in altre lingue
- Bulgaro: Людмила (Ljudmila)[2]
  - Maschili: Людмил (Ljudmil)[3]
- Catalano: Ludmila[4]
- Ceco: Ludmila[2]
  - Ipocoristici: Lída[2], Mila

- Latino: Ludmilla[1]
- Macedone
  - Maschili: Људмил (Ljudmil)[3]
- Polacco: Ludmiła[2], Ludomiła
- Russo: Людмила (Ljudmila)[2]

- Slovacco: Ľudmila
- Sloveno: Ljudmil[2]
- Spagnolo: Ludmila[4]
- Ucraino: Людмила (Ljudmyla)[2]

## Origine e diffusione
È composto dalle radici slave ljud ("popolo") e mil ("favore", "grazia"), quindi può essere interpretato come "favore del popolo" o "amata dal popolo", anche se altri ipotizzano origini germaniche. Il primo elemento si trova anche nel nome Ľudovít, il secondo, piuttosto comune nell'onomastica slava, in nomi quali Milorad, Miloslav, Radomil e Milena.

## Onomastico
L'onomastico si festeggia il 16 settembre in onore di santa Ludmilla, duchessa di Boemia e martire, nonna di san Venceslao.

## Persone

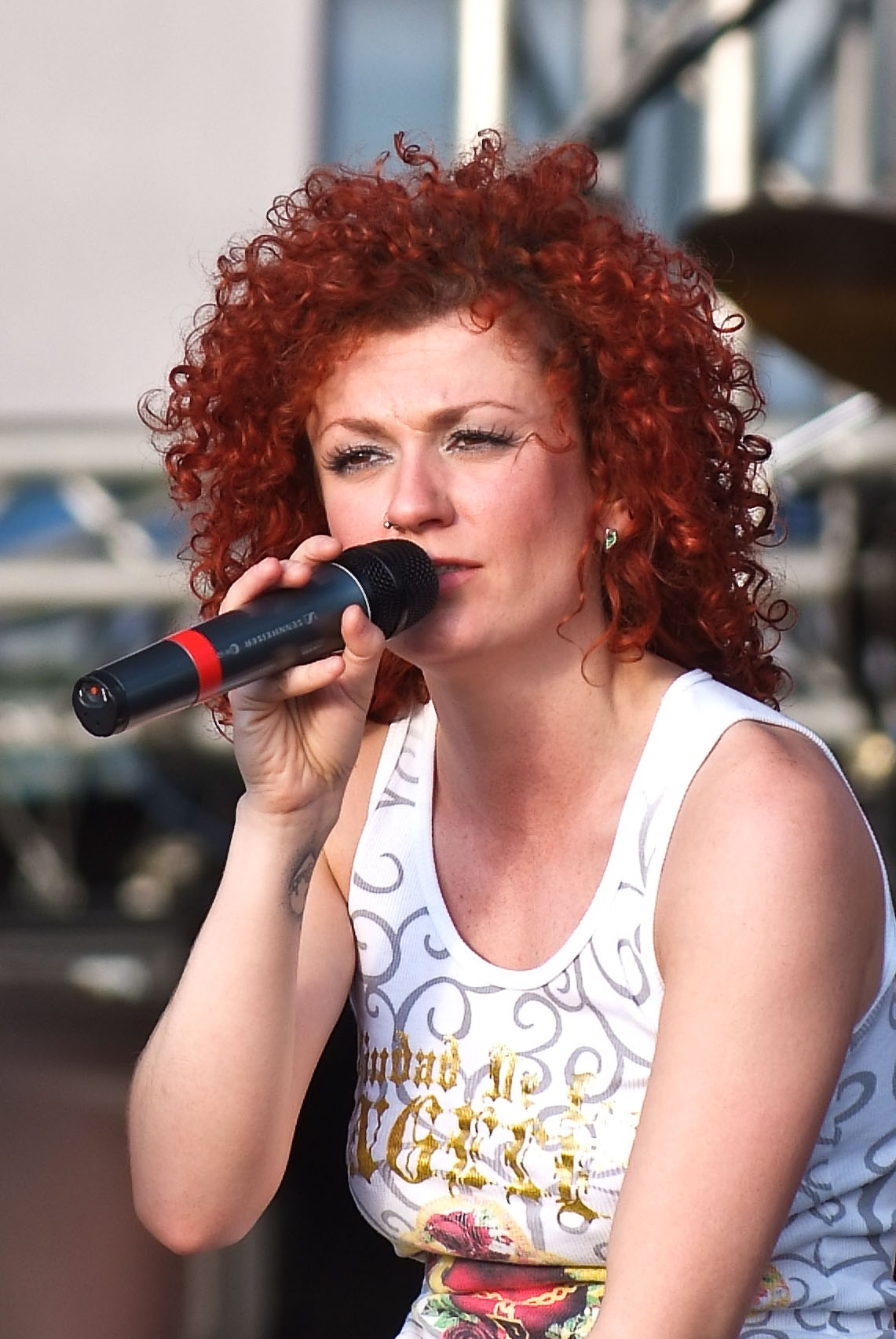
Ljudmila Djakovska

- Ludmilla, cantante, compositrice e imprenditrice brasiliana
- Ludmilla di Boemia, santa e martire boema
- Ludmilla Smanov, attrice russa naturalizzata francese
- Ludmilla Tchérina, ballerina, attrice, scrittrice, scultrice e pittrice francese

### Variante Ľudmila

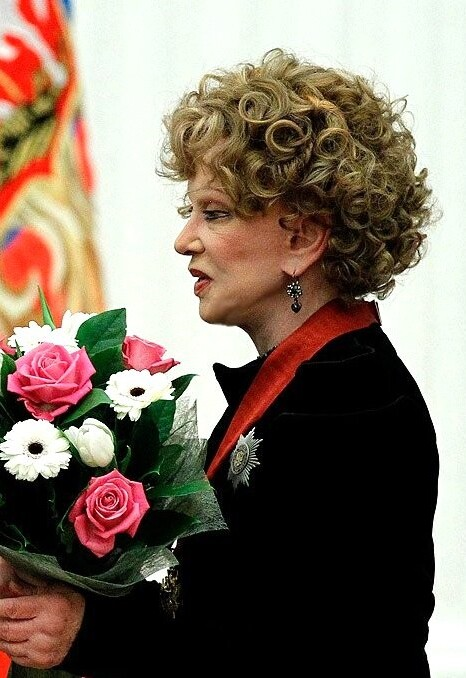
Ljudmila Markovna Gurčenko

- Ľudmila Cervanová, tennista slovacca
- Ľudmila Chmelíková, cestista cecoslovacca
- Ľudmila Králiková, cestista cecoslovacca
- Ľudmila Pajdušáková, astronoma slovacca

### Variante Ljudmila
- Ljudmila Bragina, atleta sovietica

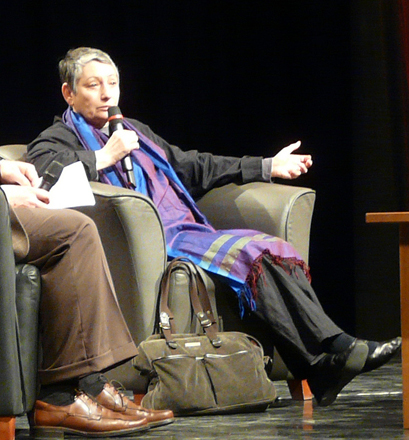
Ljudmila Evgen'evna Ulickaja

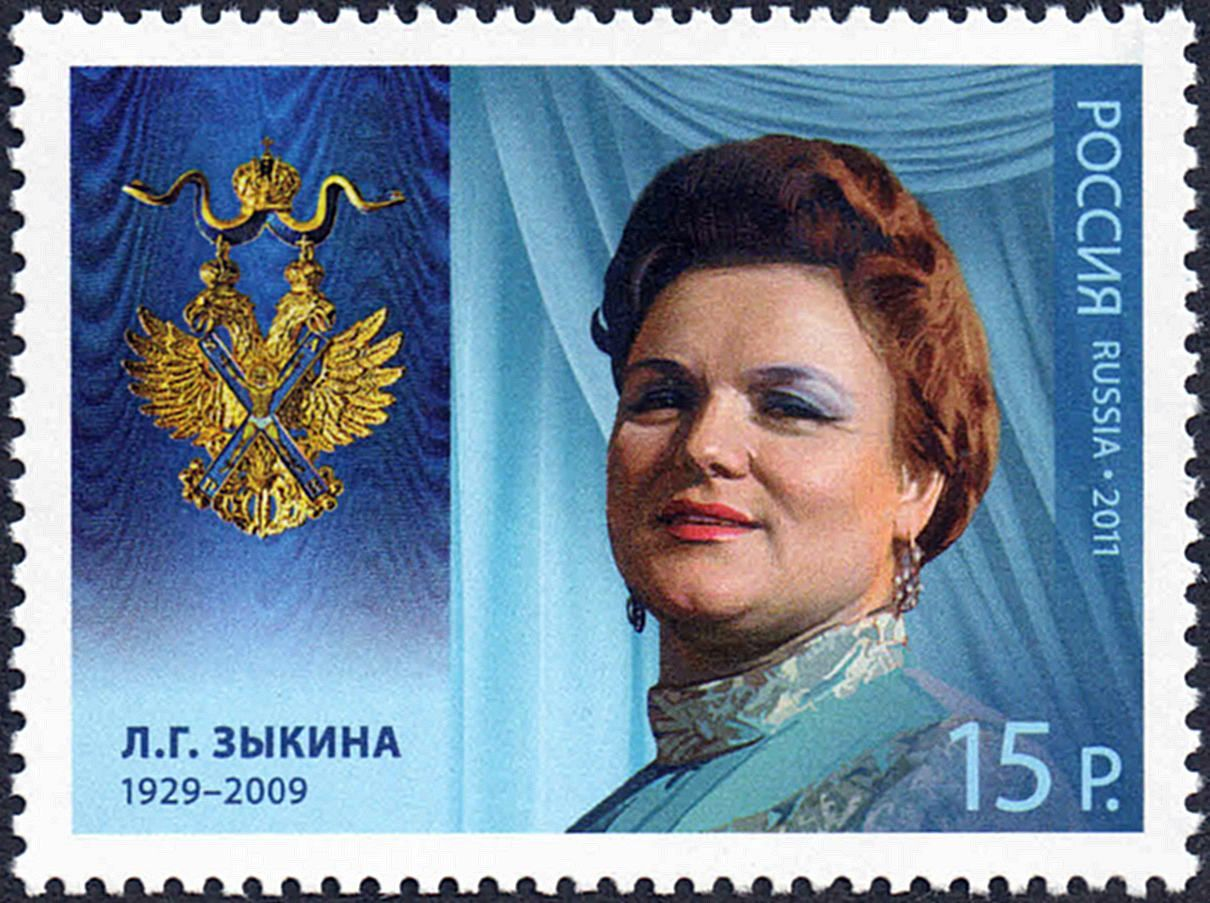
Ljudmila Zykina

- Ljudmila Ivanovna Černych, astronoma russa
- Ljudmila Djakovska, cantante bulgara
- Ljudmila Galkina, atleta sovietica
- Ljudmila Markovna Gurčenko, attrice russa
- Ljudmila Furceva, cestista russa
- Ljudmila Georgievna Karačkina, astronoma sovietica
- Ljudmila Kolčanova, atleta russa
- Ljudmila Kondrat'eva, atleta sovietica
- Ljudmila Konovalova, cestista russa
- Ljudmila Litvinova, atleta russa
- Ljudmila Novak, politica slovena
- Ljudmila Radčenko, modella, attrice e artista russa
- Ljudmila Michajlovna Savel'eva, attrice e ballerina sovietica
- Ljudmila Ševcova, atleta sovietica
- Ljudmila Sirotkina, pentatleta russa
- Ljudmila Šišova, schermitrice russa
- Ljudmila Turiščeva, ginnasta sovietica
- Ljudmila Evgen'evna Ulickaja, scrittrice, genetista e autrice teatrale russa
- Ljudmila Aleksandrovna Volkenštejn, rivoluzionaria russa
- Ljudmila Zabolotnaja, biatleta sovietica
- Ljudmila Vasil'evna Žuravlёva, astronoma sovietica
- Ljudmila Zykina, cantante russa

### Variante Ljudmyla

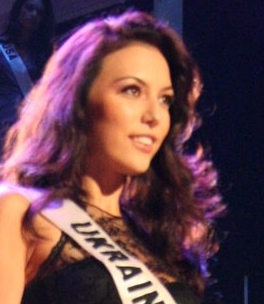
Ljudmyla Bikmullina

- Ljudmyla Bikmullina, modella ucraina
- Ljudmyla Blons'ka, atleta ucraina
- Ljudmyla Džyhalova, atleta sovietica
- Ljudmyla Nazarenko, cestista ucraina
- Ljudmyla Mychajlivna Pavličenko, militare sovietica
- Ljudmyla Rogožyna, cestista sovietica
- Ljudmyla Volodymyrivna Rudenko, scacchista sovietica

### Variante Ludmila
- Ludmila Brožová-Polednová, magistrato cecoslovacco
- Ludmila da Silva, calciatrice brasiliana
- Ludmila Engquist, atleta sovietica naturalizzata svedese
- Ludmila Formanová, atleta ceca
- Ludmila Pagliero, ballerina argentina
- Ludmila Švédová, ginnasta ceca
- Ludmila Varmužová, tennista ceca
- Ludmila Zeman, produttrice cinematografica ceca

### Altre varianti femminili
- Lída Baarová, attrice ceca

### Variante maschile Ljudmil
- Ljudmil Hadžisotirov, cestista bulgaro
- Ljudmil Stojanov, poeta e scrittore bulgaro

## Il nome nelle arti
- Ludmilla è un personaggio del romanzo di Italo Calvino Se una notte d'inverno un viaggiatore.
- Ludmilla è un personaggio del romanzo di Jean-Christophe Rufin Les sept mariages d'Edgar et Ludmilla.
- Ludmilla Vobet Drago è un personaggio del film del 1985 Rocky IV, diretto da Sylvester Stallone.